# Фонтан

Фонтаны Петергофа

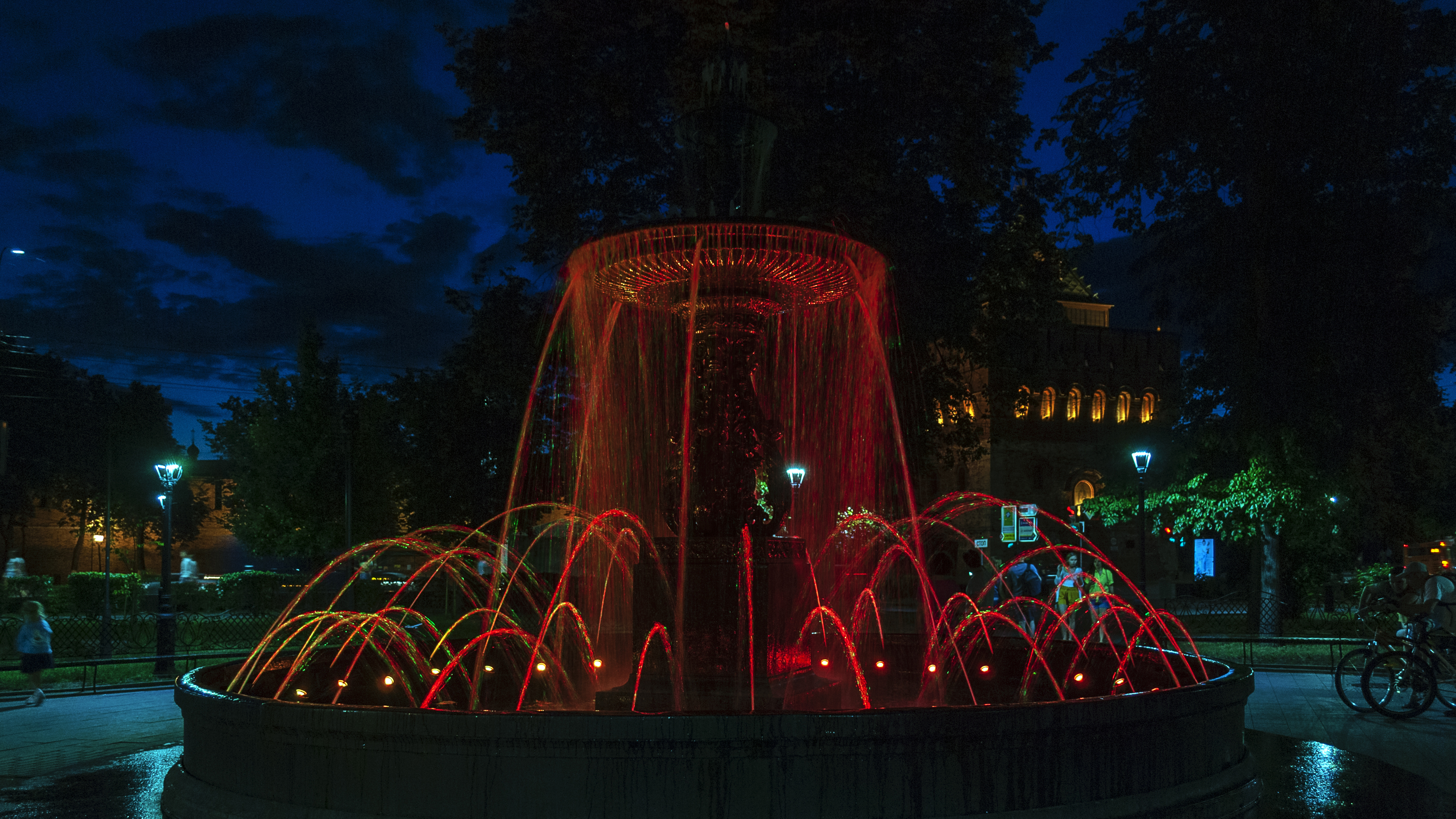
Главный фонтан Нижнего Новгорода на площади Минина и Пожарского

Фонта́н (от лат. fontana в значении «источник», «родник», «ключ») — природное (гейзер) или искусственно созданное явление, заключающееся в истечении жидкости (обычно воды) под действием оказываемого на неё давления, вверх или в сторону. В последнем случае, особенно когда истечение жидкости происходит относительно спокойно, фонтан относят к категории источников. В ряде случаев такой источник называют ключом.

## История
Первые фонтаны возникли в Древнем Египте и Месопотамии, о чём свидетельствуют изображения на древних надгробиях. Изначально использовались для полива выращиваемых культур и декоративных растений. Египтяне сооружали фонтаны во фруктовых садах возле домов, где они устанавливались посреди прямоугольного пруда. Возле дворца.
Подобные фонтаны использовали и в Месопотамии и Персии, славившихся прекрасными садами. На Востоке они получили ещё большую популярность.
Согласно канонам, персидский сад должен был отражать четыре разных сущности — воду, цветы, растения и музыку, что можно заметить на старинных изображениях и ковровых рисунках. Мусульманские сады окружались террасами из разноцветной плитки, и брызги фонтана, отражаясь от них, создавали необыкновенную игру света и тени. Позже по их подобию были сооружены сады в Толедо, Гранаде и других городах.
В садах другого типа единство создавали вода, цветы, деревья, свет и тень. Ярким примером такой ландшафтной архитектуры считаются сады Тадж Махала в Индии и сады Шалимар. В этих садах важным акцентом являются полноводные источники, сбегающие с гор, где у подножия их русла искусственно поворачивают, создавая водоемы и водопады. Около скалы Сигирия на Шри-Ланке так же есть древний каменный фонтан, построенный в V н.э., что делает его одним из древнейших в мире.
Огромные значения фонтаны имели в Китае и Японии. В создании знаменитого японского сада Киото участвовали монахи-буддисты. Каждый элемент его несет в себе особое значение и вызывает у посетителей определенное настроение и состояние души.
Ландшафтной и архитектурной основой фонтанов и садов в Европе послужили персидские сады. В Средние века сады появлялись при монастырях и подобно персидскому саду делились на четыре части — для цветов, трав, овощных культур и фруктовых деревьев. В середине сада был расположен колодец или фонтан — место уединения, размышления и молитвы для послушников. Но в основном, как и в древнем мире, в Средневековье фонтаны использовались как источники водоснабжения — для полива и питья.
Только с началом эпохи Возрождения фонтаны в Европе стали частью архитектурного ансамбля, его ярким акцентом, а порой главным элементом. Преобладал римский стиль. На помощь природным источникам пришли насосы, и вместо подземных ключей на римских холмах забили фонтаны. Пример итальянского Ренессанса — вилла Ланте.
Постепенно новые веяния в архитектуре стали распространяться по всей Европе. Наибольший рассвет ландшафтно-паркового искусства был достигнут во Франции в XVII веке, его венцом стал Версаль — король регулярных парков, ставший основой для создания подобных дворцово-парковых ансамблей во всем мире.
В конце 17 века, с приходом Романтизма, претерпело изменения и ландшафтное искусство. В моду вошли парки в английском стиле, когда все наиболее приближено к дикой природе, без шика и помпезности. Архитектура водных источников также отличалась природной естественностью и простотой.
Современные фонтаны соревнуются в высоте. Фонтан короля Фахда, расположенный на Красном море, поднимается на высоту 260 м, в особых погодных условиях он может достичь высоты 318 м (для сравнения: высота Эйфелевой башни равна 300 метрам).
В современных фонтанах значительную роль играют передовые технологии, новые изобретения. Идеи искусства получили новое воплощение, соединив в себе задумки архитекторов, художников и специалистов высокотехнических областей. Новым веянием стала фееричная игра цвета, искусство освещения, сочетание музыки, света, динамики.

## Разновидности

### Естественные

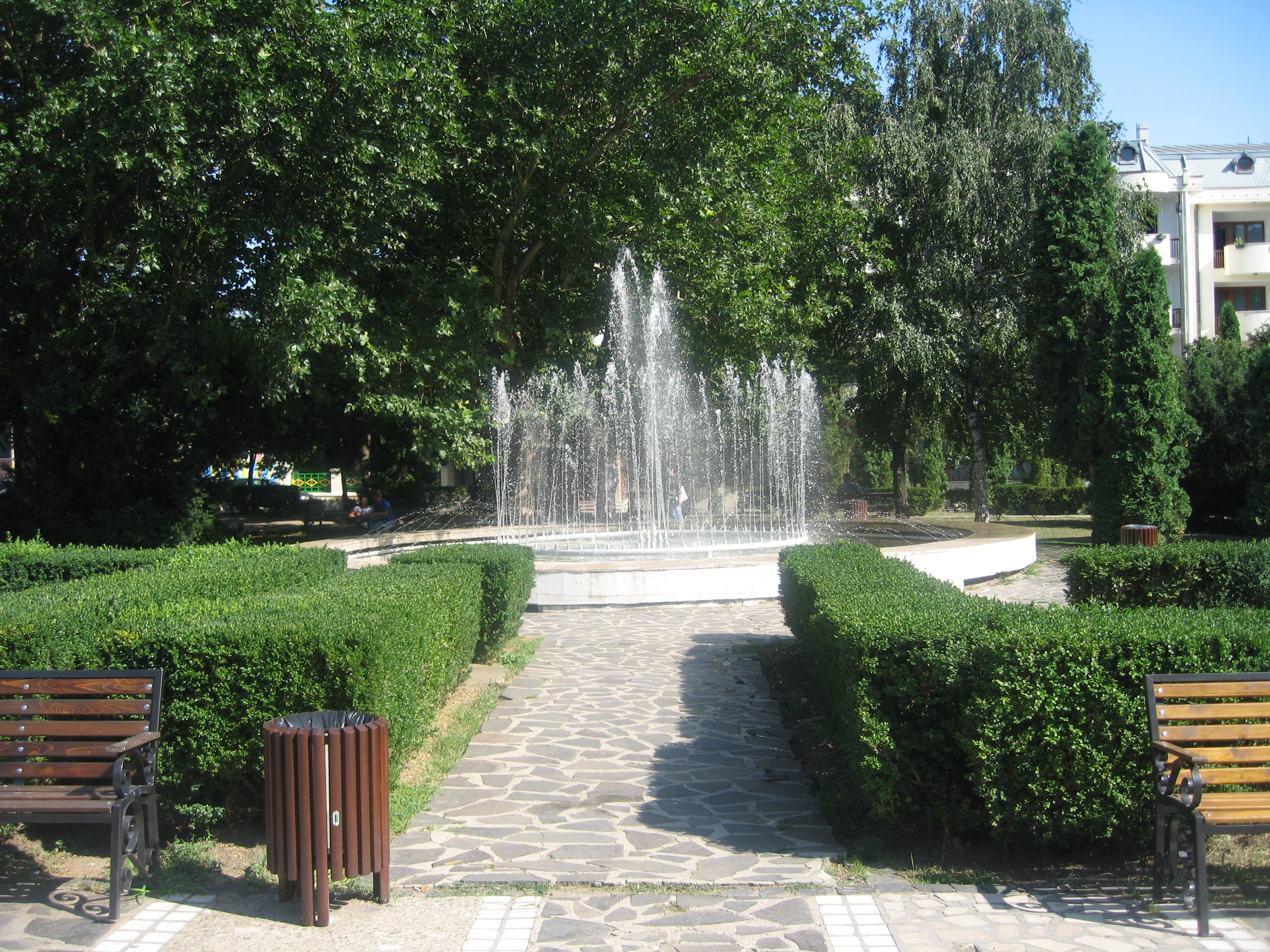
Артезианский фонтан в Яссах

Известны естественно образовавшиеся фонтаны, называющиеся гейзерами — как, например, на Камчатке или в Йеллоустонском парке.

### Техногенные
Фонтанирующая нефтяная скважина — искусственно созданный фонтан. Батареи из множества фонтанов (брызгальные бассейны и башенные градирни) циркуляционной воды (охлаждающей конденсаторы) используются для её охлаждения на тепловых и атомных электростанциях.

### Декоративные
В обиходе фонтаном называют специфическое гидротехническое сооружение, как правило, выполняющее декоративную функцию. Установленный в парке фонтан меняет свой вид, украшает его, шум воды успокаивает, позволяет расслабиться.
Декоративные фонтаны классифицируются по различным признакам:
- по размеру и расположению — на уличные и интерьерные (комнатные и настольные).
- по декоративному исполнению — композиции, имитирующие в миниатюре природные пейзажи или архитектурные сооружения; абстрактные композиции, не имеющие ярко выраженного сюжета. Отдельно можно рассматривать классические и скульптурные фонтаны.
- по наличию динамики в работе фонтанного и светового оборудования: статические и динамические (или, как их ещё называют, «поющие» или «музыкальные» фонтаны, а также фонтаны с динамической подсветкой — цветодинамические).

#### Фонтан-шутиха
Фонтан-шутиха — садово-парковый фонтан с комическим сюрпризом. Фонтаны-шутихи являлись одним из элементов парадных резиденций регулярного паркового стиля. Характерны для архитектурных стилей маньеризм, барокко и рококо.
Также существуют «сухие» фонтаны, когда ниша бассейна с водой спрятана под решетку, по которой можно ходить, а из решетки вверх выстреливают струи воды.

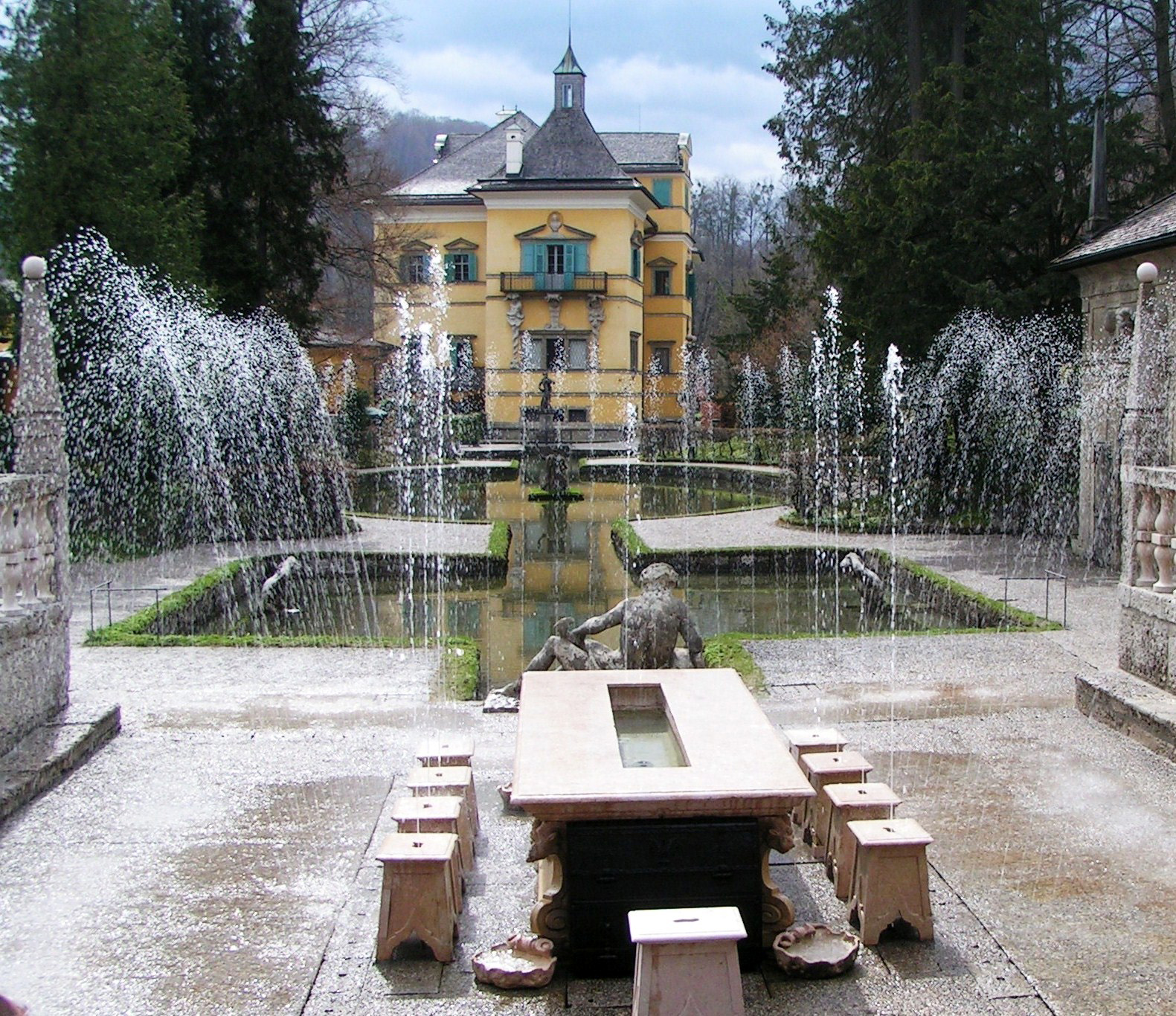
Фонтан-шутиха

В последние годы в мире получил широкое распространение тип фонтанов «плавающий шар», в котором используется известное природное свойство несжимаемости воды.

#### Музыкальные
Музыкальный фонтан — тип фонтана, имеющий эстетический дизайн и создающий в соединении с музыкой художественное представление. Такой эффект достигается с помощью пересечения волн воды и световых эффектов, создаваемых прожекторами или лазерами.
Звуковые волны и свет проецируются на водный экран, получаемый благодаря строгому распределению водных струй фонтанными насадками, и затем, преломляясь и отражаясь, создаётся трёхмерное изображение. Многие из наиболее известных музыкальных фонтанов являются крупномасштабными и используют сотни фонтанных насадок и лазерных проекторов; стоимость некоторых — миллионы долларов, хотя существуют и меньшие «домашние» объекты. Пример — музыкальные фонтаны на острове Сентоса в Сингапуре, Петровский фонтан на Петровской Набережной в Астрахани.
Множество специализированных компаний предлагают аппаратные средства и программное обеспечение, включающие и выключающие насосы и подсветку в такт музыке, подключённой к системе.

#### Сухой
Сухой фонтан — тип фонтана, не имеющий чаши: вода бьёт из-под поверхности и тут же отводится обратно в подземный резервуар. Таким образом, зрителями воспринимаются только бьющие «из-под земли» струи, как правило, модулируемые по интенсивности, высоте и иногда направлению. Часто добавляется световая подсветка, как цветовая, так и светомузыкальная.

### Питьевые фонтанчики
Утилитарную функцию имеют питьевые фонтанчики, позволяющие обеспечить повышенную гигиеническую безопасность при утолении жажды массовым потребителем. Питьевые фонтаны используются для соблюдения питьевого режима в учебных заведениях, в производственных цехах, особенно, где температура воздуха высокая (как например, в главных корпусах ТЭЦ). Современные питьевые фонтаны способны охлаждать и очищать водопроводную воду. В Вене питьевые фонтанчики установлены на улицах города, также они отреставрированы и снова используются на ВДНХ в Москве. 